# Krchleby (Nymburk)
Krchleby é uma comuna checa localizada na região da Boêmia Central, distrito de Nymburk.